# Dekanat Bytom-Miechowice
Dekanat Bytom-Miechowice − jeden z 16 dekanatów katolickich diecezji gliwickiej, w którego skład wchodzi 9 parafii.

## Parafie dekanatu Bytom-Miechowice
- Bytom-Bobrek: Parafia Świętej Rodziny
- Bytom-Karb: Parafia Dobrego Pasterza
- Bytom-Miechowice: Parafia Świętego Krzyża
- Bytom-Miechowice: Parafia Bożego Ciała
- Bytom-Stolarzowice: Parafia Chrystusa Króla
- Bytom-Szombierki: Parafia Wniebowstąpienia Pańskiego
- Bytom-Szombierki: Parafia Najświętszego Serca Pana Jezusa
- Zabrze-Helenka: Parafia Najświętszej Maryi Panny Matki Kościoła
- Bytom: Parafia św. Małgorzaty